# Chlorobyrrhulus variolosus
Chlorobyrrhulus variolosus is een keversoort uit de familie pilkevers (Byrrhidae). De wetenschappelijke naam van de soort is voor het eerst geldig gepubliceerd in 1864 door Perris.